# دیوید لاشر
دیوید لاشر (انگلیسی: David Lascher؛ زادهٔ ۲۷ آوریل ۱۹۷۲) هنرپیشه اهل ایالات متحده آمریکا است.
از فیلم‌ها یا برنامه‌های تلویزیونی که وی در آن نقش داشته‌است می‌توان به بورلی هیلز، ۹۰۲۱۰، سابرینا جادوگر نوجوان، روزان، و طوفان سفید اشاره کرد.